# استارواورازایوو
استارواورازایوو (انگلیسی: Starourazayevo) یک شهرک در شهرستان کراسنوکامسکی استان باشقیرستان کشور روسیه است.